# Meyer-Overton-Korrelation
Als Meyer-Overton-Korrelation (Meyer-Overton-Hypothese, Meyer-Overton-Regel) wird die Korrelation der Wirkung von Anästhetika mit ihrer Fettlöslichkeit (Lipophilie) bezeichnet. Sie wurde lange Zeit zur Erklärung der Narkosewirkungen herangezogen, was heute als weitgehend veraltet gilt.

## Entwicklung der Theorie

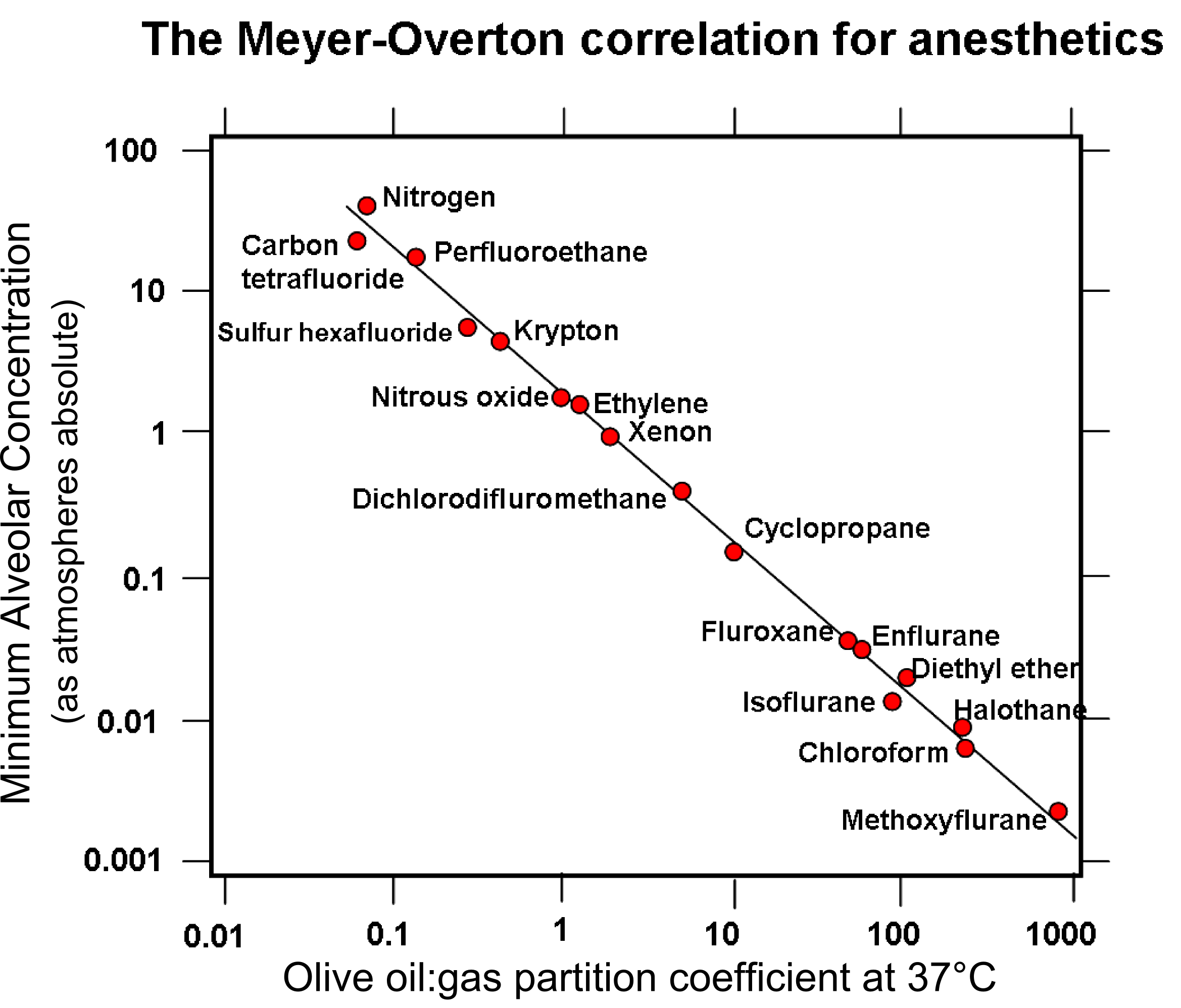
Die Meyer-Overton-Beziehung einiger anästhetisch wirksamen Stoffe.

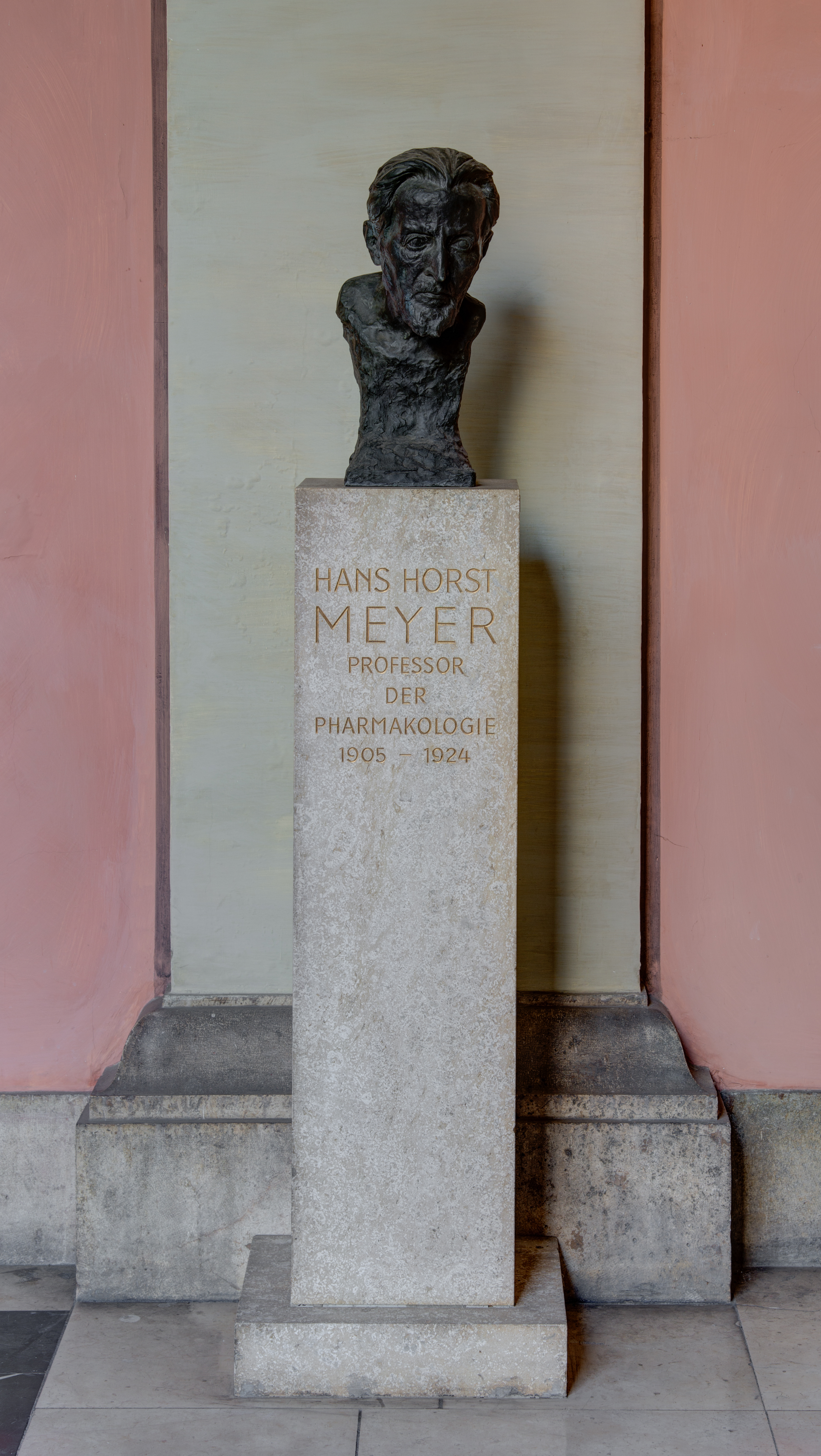
Horst Meyer, einer der Namensgeber der Korrelation

Die Pharmakologen Charles Ernest Overton in Zürich und Hans Horst Meyer in Marburg entwickelten unabhängig voneinander die Hypothese, die aus Beobachtungen von Anästhetika an Kaulquappen und der Löslichkeit der Stoffe in Olivenöl stammte:

„Die verhältnismäßige Wirkstärke solcher Narkotica muss abhängig sein von ihrer mechanischen Affinität zu fettähnlichen Substanzen einerseits, zu den übrigen Körperbestandteilen, d.i. hauptsächlich Wasser andererseits; mithin von dem Theilungskoeffizienten, der ihre Vertheilung in einem Gemisch von Wasser und fettähnlichen Substanzen bestimmt.“

In der Folge wurden aus dem beschriebenen Zusammenhang verschiedene  Lipid-Theorien (auch: Lipoid-Theorien) der Narkosewirkung abgeleitet. Diese postulierten, dass Anästhetika an der Lipiddoppelschicht der Zellmembranen von Nervenzellen im Gehirn wirken und fettlöslichere Mittel deshalb eine stärkere Wirkung aufweisen. Verschiedene Mechanismen, wie Änderungen des Fließverhaltens oder der Durchlässigkeit der Membranen, wurden im Lauf der Zeit diskutiert. Die Lipid-basierten Narkosetheorien dominierten den größten Teil des 20. Jahrhunderts. Erste Narkosetheorien stellten auch Ernst von Bibra und Emil Harless 1847 auf. Sie vermuteten, dass durch den zur Narkose benutzten Äther Fettbestandteile des zentralen Nervensystems teilweise gelöst und in der Leber abgelagert würden.

## Heutige Bedeutung
Obwohl sich auch die heute verwendeten Anästhetika gemäß der Meyer-Overton-Korrelation beschreiben lassen, lassen sich Theorien über die Wirkmechanismen von Anästhetika, die auf ihr beruhen, nicht mehr aufrechterhalten. Die Vorstellung eines einheitlichen Mechanismus (Unitaritäts-Prinzip) wird heute als veraltet angesehen und vom Konzept der multiplen Wirkmechanismen und Wirkorte abgelöst. Wirkungen auf eine Reihe von (Protein-basierten) Rezeptoren und Ionenkanälen (Opioid-Rezeptor, GABAA-Rezeptor, NMDA-Rezeptor, Natrium- und Kalium-Kanäle) und andere Modifikation der synaptischen Signalübertragung in verschiedenen Bereichen des zentralen Nervensystems, die für einzelne Anästhetika in unterschiedlichem Ausmaß existieren, werden nach heutigem Wissensstand für die verschiedenen Dimensionen der Narkose verantwortlich gemacht. Eine umfassende Narkosetheorie, die sich aus den bekannten Mechanismen erklären lässt, liegt jedoch nicht vor, sodass eine Wirkung gemäß der Meyer-Overton-Hypothese (Einfluss auf die Lipidbestandteile des zentralen Nervensystems) letztlich nicht ausgeschlossen werden kann und zum Teil auch kontrovers diskutiert wird.